# Christian von Wernich
Christian Federico von Wernich (Concordia, província d'Entre Ríos, Argentina, 27 de maig de 1938) és un sacerdot catòlic argentí, que va exercir de capellà de la Policia de la província de Buenos Aires mentre va ser comandada pel general Ramón Camps durant la dictadura militar de 1976-1983. També va treballar com a inspector a la direcció d'investigacions de la policia provincial de Miguel Etchecolatz. El 2006 va ser conegut internacionalment després de ser acusat d'assassinat i segrest en col·laboració a la junta militar. L'octubre de 2007 va ser jutjat i condemnat a presó perpètua.

## Orígens i educació
Wernich va néixer el 1938 en el bressol d'una família catòlica d'ètnia alemanya. Després d'assistir breument a la facultat de Medicina i de viatjar als Estats Units d'Amèrica, l'any 1960 va ser ordenat sacerdot catòlic.

## Trajectòria
A la dècada de 1970 va iniciar la seva tasca com capellà de la Policia de la província de Buenos Aires, força comandada pel general Ramón Camps. Això va ser durant la dictadura militar vigent entre 1976 i 1983, coneguda com a Procés de Reorganització Nacional («El proceso»), quan les forces militars i de seguretat van prendre mesures extremes per suprimir la dissidència política al país. El període es va conèixer com a Guerra Bruta i, posteriorment, el govern es va fer responsable de desenes de milers de desaparicions forçades, segrestos, tortures i morts de presos polítics, a més dels atacs generalitzats d'insurrectes rurals, que posteriorment es va qualificar com a genocidi. Més enllà d'actuar com a assessor espiritual policies i detinguts, va treballar com a inspector a la direcció d'investigacions de la policia provincial de Miguel Etchecolatz.
El 1983, dos anys després del retorn a la democràcia, el govern argentí va començar a perseguir els crims comesos durant dictadura, en el que es va conèixer com el Judici a les Juntes de 1985. Wernich va ser un dels acusats de participar en la Guerra Bruta i de col·laborar en la tortura de presos polítics, malgrat declarar-se innocent. L'acció contra els implicats a la dictadura militar es va interrompre després que el Congrés argentí aprovés la Llei de Punt Final de 1986, destinada a «traçar una línia» en tot el que havia passat fins aleshores. No obstant això, el país va anar restaurant les institucions democràtiques i l'estat de dret. El 1991, el president Carlos Saúl Menem va indultar Ramón Camps i altres líders d'alt rang que havien estat condemnats al procés de 1985, provocant onades de protesta. El 2003 el Congrés va derogar finalment la Llei de Punt Final de 1986 gràcies a un recurs judicial, del qual el Tribunal Suprem argentí va dictaminar el 2005 que la llei era inconstitucional.
El 2003 el govern va tornar a obrir processos per casos de crims contra la humanitat comesos durant la Guerra Bruta. El jutge federal de La Plata, Arnaldo Corazza, va prendre nota de diversos testimonis que van col·locar a Von Wernich a tres centres clandestins de detenció (Puesto Vasco, Coti Martínez i Pozo de Quilmes). El 25 de setembre de 2003 va ordenar l'arrest del sacerdot, després que Von Wernich fos descobert amagat a la ciutat costanera xilena d'El Quisco, amb el suposat nom de «Christian González». Com a sacerdot en aquell moment treballava a l'Argentina poc després d'haver fugit a Xile.
El 7 de març del 2006, el Tribunal Federal de La Plata va confirmar l'acusació i la detenció, acusant-lo de coautoria d'homicidi, restriccions il·legals i actes de tortura, inclòs el que es va utilitzar durant el segrest de l'editor del diari La Opinión Jacobo Timerman. Les víctimes supervivents van declarar que els havia interrogat sota tortura, els havia sotmès a burles d'execucions i, amb l'aparença d'un assessorament, els va instar a confessar. Alguns dels seus acusadors van manifestar que havia violat els sagraments de l'Església trencant el secret de confessió, càrrec que va negar.
El 5 de juliol de 2007 va començar el judici contra ell a La Plata, la capital de la província de Buenos Aires. Va ser acusat de 7 homicidis i 41 casos de segrest i tortura. El tribunal estava format pels jutges Carlos Rozanski, Norberto Lorenzo i Horacio Insaurralde, el mateix tribunal que havia acusat i condemnat Miguel Etchecolatz el 2006. Abans del judici, l'acusat va negar tots els càrrecs i va dir que, tot i que va visitar centres de detenció, no va ser testimoni de cap abús de drets humans en ells; no obstant això, el primer dia del judici va exercir el seu dret al silenci. Els seus acusadors van pensar que això era un senyal que no volia practicar l'autoinculpació per haver de donar comptes dels seus crims. El 9 d'octubre de 2007, el tribunal el va declarar culpable de complicitat en 7 homicidis, 42 segrestos i 32 casos de tortura i el va condemnar a presó perpètua.
El procés contra Von Wernich va revelar «el passat fosc de l'església durant la guerra bruta, quan de vegades donava el seu suport a la persecució militar dels opositors d'esquerres. Aquest passat contrasta amb el paper de l'església durant les dictadures de Xile i el Brasil, on els sacerdots i els bisbes van condemnar públicament els governs i van treballar per salvar de la tortura i la mort els perseguits». Durant el judici, l'Església Catòlica Romana oficialment va callar, tot i que es va citar el reverend Rubén Capitanio com a testimoni. A les declaracions durant el judici va condemnar la «complicitat» de l'Església en les atrocitats durant la Guerra Bruta, manifestant que: «Hi ha alguns que pensen que aquest judici és un atac a l'Església i vull dir que es tracta d'un servei a l'Església. Això ens ajuda a buscar la veritat».
Després de la condemna, el bisbe Martín Elizalde es va disculpar perquè Von Wernich estigués «tan lluny dels requisits de la missió que li va ser encomanada». Quan el 2010 es va informar que Von Wernich encara estava autoritzat a oficiar misses a la presó com a sacerdot, el bisbe va dir que «en el moment adequat, la situació de Von Wernich s'haurà de resoldre d'acord amb el Dret canònic».